# 橫井裕
橫井裕（1955年1月10日—），日本外交官，曾任日本駐中華人民共和國大使。

## 個人經歷
富山縣富山市出身。富山县立富山中部高等学校毕业。1978年10月、外務公務員採用上級試驗合格，1979年畢業於東京大學教養学部教養学科，同年進入外務省工作。1980年至1982年期间在北京大学留学。由於曾進修中文，所以被廣泛認為是知華派。
- 1993年（平成5年） 12月 日本駐美國大使館一等秘書
- 1996年（平成8年） 1月 日本駐美國大使館參贊
- 1996年（平成8年） 6月 日本駐華大使館參贊
- 1998年（平成10年）9月 外務省經濟協力局有償資金協力課長
- 2000年（平成12年）8月 外務省亞洲局中国課長
- 2001年（平成13年）1月 外務省亞洲大洋洲局中国課長
- 2002年（平成14年）4月 外務省經濟協力局政策課長
- 2003年（平成15年）8月 日本駐馬來西亞大使館公使
- 2006年（平成18年）8月 日本駐美國大使館公使
- 2008年（平成20年）6月 日本駐上海總領事館總領事
- 2010年（平成22年）7月 駐華公使
- 2010年（平成22年）8月 駐華公使（特命全權公使）
- 2011年（平成23年）9月 外務省外務發言人（日语：外務報道官）
- 2013年（平成25年）6月 外務省大臣官房
- 2013年（平成25年）8月 接替荒木喜代志出任駐土耳其特命全權大使[3][4]
- 2016年（平成28年）5月 接替木寺昌人出任駐華特命全權大使。2020年（令和2年）11月卸任。[5]

## 评价
- 2020年11月11日，中国公安部常务副部长王小洪在会见横井裕时表示，对其在任期间为推动中日执法合作所做出的积极贡献表示感谢[6]。
- 2020年11月13日，中国外交部副部长罗照辉在会见横井裕时表示，对其在任期间为推动中日关系改善发展所做的贡献持积极评价[7]。